# Brandon Thomas Llamas
Brandon Thomas Llamas (Cala d'Or, Baleares, 4 de febrero de 1995) es un futbolista español que juega de delantero en el Apollon Limassol de la Primera División de Chipre.

## Trayectoria
Es hijo de padre inglés y madre granadina. Tiene un hermano gemelo llamado Jordan, quien llegara a ser concejal socialista en el Ayuntamiento de Santañí entre 2016 y 2019. Formado en la cantera del Real Mallorca, fue el segundo futbolista más joven en marcar vistiendo de rojillo, con 17 años y 340 días (Pepe Gálvez lo hizo con 17 años y 193 días). El club de Palma lo fue a buscar cuando tenía once años y despuntaba en el CD Cala d'Or, cuando fue elegido mejor jugador de un torneo internacional en Cala d'Or en 2006.
Tras debutar en 2013 con el RCD Mallorca en Segunda División dejando constancia de su nivel con apenas dieciocho años, Brandon afianzó su progresión en el Mallorca hasta convertirse en su nueva perla
En enero de 2016, renovó por el RCD Mallorca.
Al finalizar la temporada 15-16 termina siendo el máximo goleador del equipo con 6 goles. En la temporada 16-17 fue máximo goleador del equipo con 12 goles. 
El 10 de julio de 2017 fue traspasado al Stade Rennes de Francia.
El 25 de julio de 2018 llegó como cedido al Club Atlético Osasuna, que se guardó una opción de compra obligatoria de 2 000 000 €, en caso de lograr el ascenso a Primera División.
El 13 de enero de 2020 el Girona F. C. hizo oficial su llegada como cedido hasta final de temporada con obligación de compra en caso de lograr el ascenso a Primera División. Un año después, el 19 de enero de 2021, se hizo oficial su cesión al Club Deportivo Leganés sin opción de compra.
El 16 de julio del mismo año se oficializó su fichaje por el Málaga Club de Fútbol, donde llegó como agente libre. No se le renovó el contrato y se fue a Grecia para jugar en el PAOK de Salónica F. C. Allí estuvo tres temporadas y en agosto de 2025 se unió al Apollon Limassol.

## Clubes
| Club                   | País    | Año       |
| ---------------------- | ------- | --------- |
| R. C. D. Mallorca "B"  | España  | 2012-2015 |
| R. C. D. Mallorca      | España  | 2012-2017 |
| Stade Rennes F. C.     | Francia | 2017-2018 |
| C. A. Osasuna          | España  | 2018-2021 |
| Girona F. C. (cedido)  | España  | 2020      |
| C. D. Leganés (cedido) | España  | 2021      |
| Málaga C. F.           | España  | 2021-2022 |
| PAOK de Salónica F. C. | Grecia  | 2022-2025 |
| Apollon Limassol       | Chipre  | 2025-     |

## Palmarés

### Títulos nacionales
| Título              | Club                   | País   | Año  |
| ------------------- | ---------------------- | ------ | ---- |
| Superliga de Grecia | PAOK de Salónica F. C. | Grecia | 2024 |